# Bug-Jargal

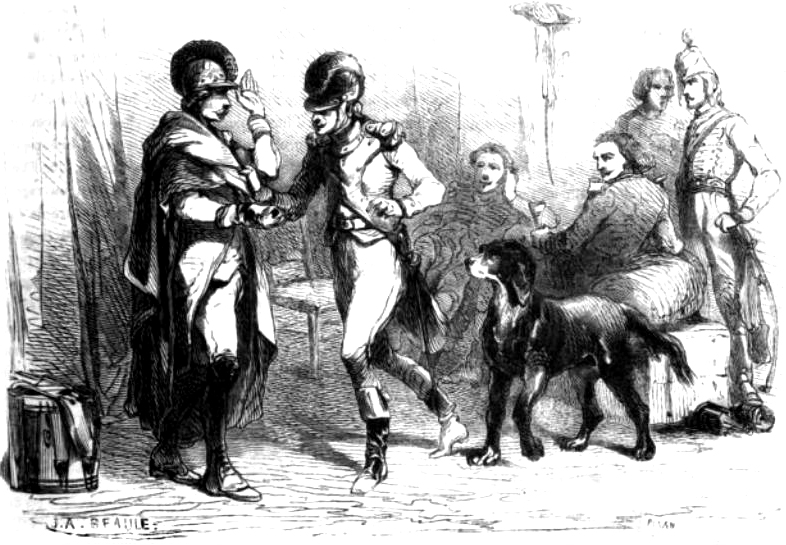

Bug-Jargal – powieść Wiktora Hugo z 1818, pierwsza w dorobku autora. Została napisana w wieku 16 lat, opublikowana w gazecie le Conservateur littéraire w 1819, w zmodyfikowanej formie książkowej dopiero w 1826, anonimowo. Pierwotnie miała stanowić część cyklu utworów, których narratorami byliby żołnierze napoleońscy opowiadający dziwne historie zaszłe w ich życiu. Autor z zadowoleniem stwierdzał jednak, że plan ten nie został zrealizowany i Bug-Jargal pozostał samodzielnym utworem.

## Treść
Narratorem powieści jest Leopold d’Auverney, młody francuski wojskowy, którego dzieciństwo upłynęło na San Domingo, gdzie jego wuj był plantatorem, właścicielem dużej grupy czarnych niewolników. Leopold, zakochany z wzajemnością w swojej kuzynce Marii, początkowo nie zwracał uwagi na los tych ludzi. Jego uwagę zwraca jedynie Habibrach – okrutny niewolnik-nadzorca oraz Pierrot, człowiek odważny i pełen wewnętrznej godności. Leopold ratuje mu życie, kiedy Pierrot protestuje przeciw surowemu traktowaniu niewolników, za co rozwścieczony wuj bohatera chce go zabić.
W dzień przed ślubem Leopolda i Marii nieoczekiwanie wybucha powstanie niewolników, w czasie którego plantacja zostaje zniszczona, a Maria porwana przez tajemniczego Bug-Jargala, wodza buntu. Leopold zostaje wzięty do niewoli, gdzie Habibrach, pełniący funkcję lekarza, obi, nawołuje do okrucieństwa wobec pojmanych kolonizatorów. Tymczasem kolonizatorzy biorą zakładników, grożąc ich śmiercią w razie zamordowania jeńców wziętych przez niewolników. Bug-Jargal zgadza się uwolnić Leopolda, ale sam, udawszy się do obozu Francuzów, zostaje rozstrzelany.

### Pierwsza wersja utworu
Pierwotna wersja utworu, napisana w marcu 1818, opierała się na tym samym wątku fabularnym, jednak nie zawierała szeregu ważnych później szczegółów. Inne było również imię głównych bohaterów: Delmar zamiast Leopolda, zaś postacie Habibracha i Marii w ogóle się nie pojawiały (dwaj bohaterowie nie rywalizowali zatem o kobietę, a jedynie spotykali się kilkakrotnie w toku walk między niewolnikami a kolonizatorami).

## Cechy utworu
Chociaż Bug-Jargal jest młodzieńczym utworem, jego konstrukcja w ogromnej mierze przypomina późniejszą, dojrzałą twórczość pisarza zarówno w sposobie konstruowania fabuły, jak i w charakterystyce postaci. Wątek społecznego wykluczenia Bug-Jargala będzie wielokrotnie powtarzał się w Nędznikach, Pracownikach morza czy nawet frenetycznej powieści Han z Islandii. Równie typowe są postaci Marii (idealnej kobiety), zaś Habibrach należy do hugoliańskich postaci-potworów, wykluczanych ze społeczeństwa z powodu odrażającego wyglądu i przez to stopniowo ulegających nienawiści do całego świata. Bug-Jargal jest utworem pełnym typowego dla autora patosu, wyraziście wartościuje ludzkie bohaterstwo i szlachetność, potępia tchórzostwo i małostkowość, ukazaną na przykładzie wprowadzonych w drugiej redakcji dzieła kolonizatorów.
Hugo podkreślał, że nie rekonstruował w utworze prawdziwych wydarzeń, a jedynie starał się ukazywać atmosferę epoki i typowe dla niej postawy. Michael Riffaterre określał ten zabieg jako „dążenie do prawdy fikcyjnej”. Zabiegi autora o podniesienia stopnia ukazania realiów San Domingo jest wyraźnie widoczne w drugiej redakcji utworu, kiedy zostały do niego wprowadzone opisy obyczajów wyspy oraz poszerzone charakterystyki zarówno kolonizatorów, jak i walczących niewolników.